# 仓木错
仓木错（藏語：ཚྭ་མཚོ，威利转写：tshwa mtsho，THL：Tsa Tso）位于中国西藏自治区阿里地区改则县境内，地处改则县南部，麻米乡政府驻地西北约10公里处。湖面海拔4342米，面积87.5平方公里，水深0.3～6.3米。湖区年均气温0～2℃，年均降水量150～200毫米。湖水主要靠冰雪融水径流补给。湖水中含钾、锂、硼等，可开发利用。